# Juan Chabaya Lampe
Juan Chabaya Lampe (* 26. April 1920 auf Aruba; † 28. November 2019 ebenda) war ein arubanischer Pianist, Sänger, Dichter und Komponist, der unter seinem Künstlernamen „Padu del Caribe“ bekannt wurde.

## Leben
Juan Chabaya Lampe wuchs in einer Musikerfamilie in Oranjestad auf. Seinen ersten Klavierunterricht bekam er vom Vater Padu Lampe, der mit seinen älteren Brüdern Zep (Flöte), Olivier (Violine) und Wim (Schlagzeug) eine Musikgruppe bildete. Nach dem Erlernen der Grundlagen des Klavierspiels begann Juan Chabaya Lampe auch Violine, Mandoline und Klarinette zu spielen.
Juan Chabaya Lampe war einer der populärsten Künstler Arubas und der Niederländischen Antillen. Seine Kompositionen, die er mit einem ganz eigenen Stil schrieb und spielte, wurden auch in Venezuela, Kolumbien, Havana, USA und den Niederlanden bekannt.
Juan Chabaya Lampe heiratete 1946 Daisy Croes. Er hatte eine Tochter namens Vivian und zwei Enkelkinder.

## Nationalhymne
Zusammen mit Rufo Wever (Text) komponierte er den Walzer Aruba Dushi Tera, das Musikstück wurde im Jahr 1976 zur offiziellen Hymne von Aruba.

## Diskographie
(Auszug Langspielplatten)
- De Regreso Con Padu Del Caribe (LP), Label Philips, 1973
- Caracas (LP), Label Palacio, 1976
- Toy Contento (LP), Label RCA Victor
- En Venezuela (LP), Label Serfaty